# Sojuz TMA-18
Sojuz TMA-18 je ruská kosmická loď řady Sojuz. Dne 2. dubna 2010 odstartovala k Mezinárodní vesmírné stanici (ISS), kam dopravila tři členy Expedice 23. Zůstala u ISS jako záchranná loď až do září 2010.

## Posádka
- Alexandr Skvorcov ml. (1), velitel, CPK
- Michail Kornijenko (1), palubní inženýr 1, RKK Eněrgija
- Tracy Caldwellová (2), palubní inženýr 2, NASA

V závorkách je uveden dosavadní počet letů do vesmíru včetně této mise.

### Záložní posádka
- Alexandr Samokuťajev,[2] velitel, CPK
- Andrej Borisenko,[2] palubní inženýr 1, RKK Eněrgija
- Scott Kelly, palubní inženýr 2, NASA

## Průběh letu
Sojuz TMA-18 odstartoval z kosmodromu Bajkonur 2. dubna 2010 v 04:04:33 UTC.
Ke spojení s Mezinárodní vesmírnou stanicí (ISS) došlo po standardním dvoudenním letu 4. dubna v 05:24:50 UTC k modulu Poisk alias MIM-2.
Stejná trojice kosmonautů se vrátila se stejnou lodí při bezproblémovém přistání 25. září 2010 v 05:23 UTC na Zem, do stepí Kazachstánu 35 km jihovýchodně od města Arkalyk.